# 汉纳福德 (北达科他州)
汉纳福德（英語：Hannaford），是美国北达科他州下属的一座城市。根据2010年美国人口普查，该市有人口131人。